# Rappresentanti del Delaware

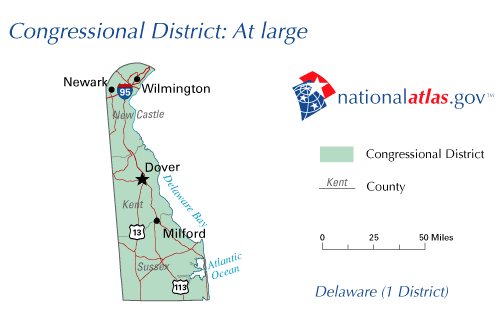
Mappa del distretto

Il Delaware è attualmente rappresentato alla Camera dei rappresentanti degli Stati Uniti da un solo delegato, eletto in un distretto con il sistema first-past-the-post ogni due anni.
Il numero dei delegati è proporzionale alla popolazione dello stato; ad eccezione del periodo dal 1813 al 1823 in cui lo stato ebbe due deputati eletti sempre in collegi comprendenti l'intero stato, il Delaware ha sempre avuto un solo rappresentante alla Camera, dato confermato anche dall'ultimo censimento del 2020.

## Collegio unico
| N.      | Foto    | Rappresentante         | Partito                     | Carica           | Carica           | Congresso                                           | Mandati           | Elezioni                                                                           |
| N.      | Foto    | Rappresentante         | Partito                     | Inizio           | Termine          | Congresso                                           | Mandati           | Elezioni                                                                           |
| ------- | ------- | ---------------------- | --------------------------- | ---------------- | ---------------- | --------------------------------------------------- | ----------------- | ---------------------------------------------------------------------------------- |
| 1       |         | John Vining            | Pro-amministrazione         | 4 marzo 1789     | 3 marzo 1793     | 1 · 2                                               | 2                 | 1789 · 1790 Non ricandidatosi                                                      |
| 2       |         | John Patten            | Anti- Amministrazione       | 4 marzo 1793     | 14 febbraio 1794 | 3                                                   | 1⁄2               | 1792 Elezione contestata                                                           |
| 3       |         | Henry Latimer          | Pro-amministrazione         | 14 febbraio 1794 | 3 marzo 1795     | 3                                                   | 1⁄2               | Vinse l'elezione contestata Perse la rielezione                                    |
| 4       |         | John Patten            | Democratico-Repubblicano    | 4 marzo 1795     | 3 marzo 1797     | 4                                                   | 1                 | 1794 Non ricandidatosi                                                             |
| 5       |         | James A. Bayard        | Federalista                 | 4 marzo 1797     | 3 marzo 1803     | 5 · 6 · 7                                           | 3                 | 1796 · 1798 · 1800 Perse la rielezione                                             |
| 6       |         | Caesar Augustus Rodney | Democratico-Repubblicano    | 4 marzo 1803     | 3 marzo 1805     | 8                                                   | 1                 | 1802 Perse la rielezione                                                           |
| Vacante | Vacante | Vacante                | Vacante                     | 4 marzo 1805     | 1 ottobre 1805   | 9                                                   |                   |                                                                                    |
| 7       |         | James M. Broom         | Federalista                 | 1 ottobre 1805   | 6 ottobre 1807   | 9 · 10                                              | 1 1⁄2             | Eletto per terminare il mandato · 1886 Dimessosi                                   |
| 8       |         | Nicholas Van Dyke      | Federalista                 | 6 ottobre 1807   | 3 marzo 1811     | 10 · 11                                             | 1 1⁄2             | Eletto per terminare il mandato · 1888 Non ricandidatosi                           |
| 9       |         | Henry M. Ridgely       | Federalista                 | 4 marzo 1811     | 3 maro 1815      | 12 · 13                                             | 2                 | 1810 · 1812 Non ricandidatosi                                                      |
| 10      |         | Thomas Clayton         | Federalista                 | 4 marzo 1815     | 3 marzo 1817     | 14                                                  | 1                 | 1814 Perse la rielezione                                                           |
| 11      |         | Louis McLane           | Federalista poi Jacksoniano | 4 marzo 1817     | 3 marzo 1827     | 15 · 16 · 17 · 18 · 19                              | 5                 | 1816 · 1818 · 1820 · 1822 · 1824 Non ricandidatosi                                 |
| Vacante | Vacante | Vacante                | Vacante                     | 3 marzo 1827     | 2 ottobre 1827   | 20                                                  |                   |                                                                                    |
| 12      |         | Kensey Johns Jr.       | Anti-Jacksoniano            | 2 ottobre 1827   | 3 marzo 1831     | 20 · 21                                             | 1 1⁄2             | Eletto per terminare il mandato · 1818 Non ricandidatosi                           |
| 13      |         | John J. Milligan       | Anti-Jacksoniano poi Whig   | 4 marzo 1831     | 3 marzo 1839     | 22 · 23 · 24 · 25                                   | 4                 | 1830 · 1832 · 1834 · 1836 Perse la rielezione                                      |
| 14      |         | Thomas Robinson Jr.    | Democratico                 | 4 marzo 1839     | 3 marzo 1941     | 26                                                  | 1                 | 1838 Perse la rielezione                                                           |
| 15      |         | George B. Rodney       | Whig                        | 4 marzo 1841     | 3 marzo 1945     | 27 · 28                                             | 2                 | 1840 · 1842 Non ricandidatosi                                                      |
| 16      |         | John W. Houston        | Whig                        | 4 marzo 1845     | 3 marzo 1951     | 29 · 30 · 31                                        | 3                 | 1844 · 1846 · 1848 Non ricandidatosi                                               |
| 17      |         | George R. Riddle       | Democratico                 | 4 marzo 1851     | 3 marzo 1955     | 32 · 33                                             | 2                 | 1850 · 1852 Perse la rielezione                                                    |
| 18      |         | Elisha D. Cullen       | Know Nothing                | 4 marzo 1855     | 3 marzo 1957     | 34                                                  | 1                 | 1854 Perse la rielezione                                                           |
| 19      |         | William G. Whiteley    | Democratico                 | 4 marzo 1857     | 3 marzo 1961     | 35 · 36                                             | 2                 | 1856 · 1858 Non ricandidatosi                                                      |
| 20      |         | George P. Fisher       | Unionista                   | 4 marzo 1861     | 3 marzo 1963     | 37                                                  | 1                 | 1860 Perse la rielezione                                                           |
| 21      |         | William Temple         | Democratico                 | 4 marzo 1863     | 28 maggio 1863   | 38                                                  | 1⁄2               | 1862 Deceduto                                                                      |
| Vacante | Vacante | Vacante                | Vacante                     | 28 maggio 1863   | 7 dicembre 1863  | 38                                                  |                   |                                                                                    |
| 22      |         | Nathaniel B. Smithers  | Unionista                   | 7 dicembre 1863  | 3 marzo 1865     | 38                                                  | 1⁄2               | Eletto per terminare il mandato Non ricandidatosi                                  |
| 23      |         | John A. Nicholson      | Democratico                 | 4 marzo 1865     | 3 marzo 1869     | 39 · 40                                             | 2                 | 1864 · 1866 Non ricandidatosi                                                      |
| 24      |         | Benjamin T. Biggs      | Democratico                 | 4 marzo 1869     | 3 marzo 1873     | 41 · 42                                             | 2                 | 1868 · 1870 Non ricandidatosi                                                      |
| 25      |         | James R. Lofland       | Repubblicano                | 4 marzo 1873     | 3 marzo 1875     | 43                                                  | 1                 | 1872 Perse la rielezione                                                           |
| 26      |         | James Williams         | Democratico                 | 4 marzo 1875     | 3 marzo 1879     | 44 · 45                                             | 2                 | 1874 · 1876 Non ricandidatosi                                                      |
| 27      |         | Edward L. Martin       | Democratico                 | 4 marzo 1879     | 3 marzo 1883     | 46 · 47                                             | 2                 | 1878 · 1880 Non ricandidatosi                                                      |
| 28      |         | Charles B. Lore        | Democratico                 | 4 marzo 1883     | 3 marzo 1887     | 48 · 49                                             | 2                 | 1882 · 1884 Non ricandidatosi                                                      |
| 29      |         | John B. Penington      | Democratico                 | 4 marzo 1887     | 3 marzo 1891     | 50 · 51                                             | 2                 | 1886 · 1888 Non ricandidatosi                                                      |
| 30      |         | John W. Causey         | Democratico                 | 4 marzo 1891     | 3 marzo 1895     | 52 · 53                                             | 2                 | 1890 · 1892 Non ricandidatosi                                                      |
| 31      |         | Jonathan S. Willis     | Repubblicano                | 4 marzo 1895     | 3 marzo 1897     | 54                                                  | 1                 | 1894 Perse la rielezione                                                           |
| 32      |         | L. Irving Handy        | Democratico                 | 4 marzo 1897     | 3 marzo 1899     | 55                                                  | 1                 | 1896 Perse la rielezione                                                           |
| 33      |         | John H. Hoffecker      | Repubblicano                | 4 marzo 1899     | 16 giugno 1900   | 56                                                  | 1⁄2               | 1898 Deceduto                                                                      |
| Vacante | Vacante | Vacante                | Vacante                     | 16 giugno 1900   | 6 novembre 1900  | 56                                                  |                   |                                                                                    |
| 34      |         | Walter O. Hoffecker    | Repubblicano                | 6 novembre 1900  | 3 marzo 1901     | 56                                                  | 1⁄2               | Eletto per terminare il mandato Non ricandidatosi                                  |
| 35      |         | L. Heisler Ball        | Repubblicano                | 4 marzo 1901     | 3 marzo 1903     | 57                                                  | 1                 | 1902 Candidatosi al Senato                                                         |
| 36      |         | Henry A. Houston       | Democratico                 | 4 marzo 1903     | 3 marzo 1905     | 58                                                  | 1                 | 1902 Non ricandidatosi                                                             |
| 37      |         | Hiram R. Burton        | Repubblicano                | 4 marzo 1905     | 3 marzo 1909     | 59 · 60                                             | 2                 | 1904 · 1906 Non ottenne la ricandidatura                                           |
| 38      |         | William H. Heald       | Repubblicano                | 4 marzo 1909     | 3 marzo 1913     | 61 · 62                                             | 2                 | 1908 · 1910 Non ricandidatosi                                                      |
| 39      |         | Franklin Brockson      | Democratico                 | 4 marzo 1913     | 3 marzo 1915     | 63                                                  | 1                 | 1912 Perse la rielezione                                                           |
| 40      |         | Thomas W. Miller       | Repubblicano                | 4 marzo 1915     | 3 marzo 1917     | 64                                                  | 1                 | 1914 Perse la rielezione                                                           |
| 41      |         | Albert F. Polk         | Democratico                 | 4 marzo 1917     | 3 marzo 1919     | 65                                                  | 1                 | 1916 Perse la rielezione                                                           |
| 42      |         | Caleb R. Layton        | Repubblicano                | 4 marzo 1919     | 3 marzo 1923     | 66                                                  | 1                 | Eletto nel 1918                                                                    |
| 42      | 67      | Caleb R. Layton        | Repubblicano                | 4 marzo 1919     | 3 marzo 1923     | 2                                                   | Rieletto nel 1920 |                                                                                    |
| 43      |         | William H. Boyce       | Democratico                 | 4 marzo 1923     | 3 marzo 1925     | 68                                                  | 1                 | 1922 Perse la rielezione                                                           |
| 44      |         | Robert G. Houston      | Repubblicano                | 4 marzo 1925     | 3 marzo 1933     | 69 · 70 · 71 · 72                                   | 4                 | 1924 · 1926 · 1928 · 1930 Non ricandidatosi                                        |
| 45      |         | Wilbur L. Adams        | Democratico                 | 4 marzo 1933     | 3 gennaio 1935   | 73                                                  | 1                 | 1932 Candidatosi al Senato                                                         |
| 46      |         | J. George Stewart      | Repubblicano                | 3 gennaio 1935   | 3 gennaio 1937   | 74                                                  | 1                 | 1934 Perse la rielezione                                                           |
| 47      |         | William F. Allen       | Democratico                 | 3 gennaio 1937   | 3 gennaio 1939   | 75                                                  | 1                 | 1936 Perse la rielezione                                                           |
| 48      |         | George S. Williams     | Repubblicano                | 3 gennaio 1939   | 3 gennaio 1941   | 76                                                  | 1                 | 1938 Perse la rielezione                                                           |
| 49      |         | Philip A. Traynor      | Democratico                 | 3 gennaio 1941   | 3 gennaio 1943   | 77                                                  | 1                 | 1940 Perse la rielezione                                                           |
| 50      |         | Earle D. Willey        | Repubblicano                | 3 gennaio 1943   | 3 gennaio 1945   | 78                                                  | 1                 | 1942 Perse la rielezione                                                           |
| 51      |         | Philip A. Traynor      | Democratico                 | 3 gennaio 1945   | 3 gennaio 1947   | 79                                                  | 1                 | 1944 Perse la rielezione                                                           |
| 52      |         | J. Caleb Boggs         | Repubblicano                | 3 gennaio 1947   | 3 gennaio 1953   | 80 · 81 · 82                                        | 3                 | 1946 · 1948 · 1950 Candidatosi come Governatore                                    |
| 53      |         | Herbert Warburton      | Repubblicano                | 3 gennaio 1953   | 3 gennaio 1955   | 83                                                  | 1                 | 1952 Candidatosi al Senato                                                         |
| 54      |         | Harris McDowell        | Democratico                 | 3 gennaio 1955   | 3 gennaio 1957   | 84                                                  | 1                 | 1954 Perse la rielezione                                                           |
| 55      |         | Harry G. Haskell Jr.   | Repubblicano                | 3 gennaio 1957   | 3 gennaio 1959   | 85                                                  | 1                 | 1956 Perse la rielezione                                                           |
| 56      |         | Harris McDowell        | Democratico                 | 3 gennaio 1959   | 3 gennaio 1967   | 86 · 87 · 88 · 89                                   | 4                 | 1958 · 1960 · 1962 · 1964 Perse la rielezione                                      |
| 57      |         | William Roth           | Repubblicano                | 3 gennaio 1967   | 31 dicembre 1970 | 90 · 91                                             | 2                 | 1966 · 1968 Dimessosi                                                              |
| Vacante | Vacante | Vacante                | Vacante                     | 31 dicembre 1970 | 3 gennaio 1971   | 91                                                  |                   |                                                                                    |
| 58      |         | Pete du Pont           | Repubblicano                | 3 gennaio 1971   | 3 gennaio 1977   | 92 · 93 · 94                                        | 3                 | 1970 · 1972 · 1974 Candidatosi come Governatore                                    |
| 59      |         | Thomas B. Evans Jr.    | Repubblicano                | 3 gennaio 1977   | 3 gennaio 1983   | 95 · 96 · 97                                        | 3                 | 1976 · 1978 · 1980 Perse la rielezione                                             |
| 60      |         | Tom Carper             | Democratico                 | 3 gennaio 1983   | 3 gennaio 1993   | 98 · 99 · 100 · 101 · 102                           | 5                 | 1982 · 1984 · 1986 · 1988 · 1990 Candidatosi come Governatore                      |
| 61      |         | Mike Castle            | Repubblicano                | 3 gennaio 1993   | 3 gennaio 2011   | 103 · 104 · 105 · 106 · 107 · 108 · 109 · 110 · 111 | 9                 | 1992 · 1994 · 1996 · 1998 · 2000 · 2002 · 2004 · 2006 · 2008 Candidatosi al Senato |
| 62      |         | John Carney            | Democratico                 | 3 gennaio 2011   | 3 gennaio 2017   | 112 · 113 · 114                                     | 3                 | 2010 · 2012 · 2014 Candidatosi come Governatore                                    |
| 63      |         | Lisa Blunt Rochester   | Democratico                 | 3 gennaio 2017   | 3 gennaio 2025   | 115 · 116 · 117 · 118                               | 4                 | 2016 · 2018 · 2020 · 2022 Candidatasi al Senato                                    |
| 64      |         | Sarah McBride          | Democratico                 | 3 gennaio 2025   | in carica        | 119                                                 | 1                 | 2024                                                                               |

## Secondo seggio
Dal 1813 al 1823 (dal 13º al 17º congresso), il Delaware ebbe due rappresentanti, eletti entrambi in un collegio comprendente l'intero stato (at-large). 
| N°      | Foto    | Rappresentante         | Partito                  | Carica          | Carica          | Congresso | Mandati | Elezioni                                          |
| N°      | Foto    | Rappresentante         | Partito                  | Inizio          | Fine            | Congresso | Mandati | Elezioni                                          |
| ------- | ------- | ---------------------- | ------------------------ | --------------- | --------------- | --------- | ------- | ------------------------------------------------- |
| 1       |         | Thomas Cooper          | Federalista              | 4 marzo 1813    | 3 marzo 1817    | 13 · 14   | 2       | 1812 · 1814 Perse la rielezione                   |
| 2       |         | Willard Hall           | Democratico-Repubblicano | 4 marzo 1817    | 22 gennaio 1821 | 15 · 16   | 1 1⁄2   | 1816 · 1818 Perse l'elezione e si dimise          |
| Vacante | Vacante | Vacante                | Vacante                  | 22 gennaio 1821 | 3 marzo 1821    | 16        |         |                                                   |
| 3       |         | Caesar Augustus Rodney | Democratico-Repubblicano | 4 marzo 1821    | 24 gennaio 1822 | 17        | 1⁄2     | 1820 Eletto al Senato                             |
| Vacante | Vacante | Vacante                | Vacante                  | 24 gennaio 1822 | 1 ottobre 1822  | 17        |         |                                                   |
| 4       |         | Daniel Rodney          | Federalista              | 1 ottobre 1822  | 3 marzo 1823    | 17        | 1⁄2     | Eletto per terminare il mandato Non ricandidatosi |